# Lord Randolph Churchill
Randolph Henry Spencer Churchill (født 13. februar 1849, død 24. januar 1895) var en britisk statsmand.

## Opvækst og tidligt liv
Han var den 3. søn af den 7. Hertug af Marlborough og dennes hustru Frances Anne Emily Vane-Tempest.
Han nedstammer dermed fra den berømte britiske hærfører John Churchill, der senere blev hertugen af Marlborough
I 1874 giftede han sig med Jennie Jerome, som var datter af en fremtrædende amerikansk finansmand. De fik 2 børn sammen, Winston Churchill, senere britisk premierminister og John S. Churchill.

## Politisk karriere
Senere i 1874 blev han også valgt ind i det britiske parlament, Underhuset. Det blev begyndelsen på lovende politisk karriere.
Senere var han med til at skabe Torydemokrati, en form for progressiv konservatisme. Dette blev senere den ledende fraktion inden for det konservative parti.
Dette førte til, at han i 1885 fik sin første ministerpost som minister for Indien.
Allerede året efter blev han finansminister, Chancellor of the Exchequer, som i Storbritannien normalt anses for premierministerens efterfølger. Samtidig blev han også leder af Underhuset, hvilket svarer til parlamentarisk leder (gruppeformand og politisk ordfører) for regeringspartiet.
Hans ledelse af Underhuset var generelt meget succesfuld.
Hans tid som finansminister blev derimod meget kort, idet han trak sig tilbage i december 1886 efter uoverensstemmelser, hovedsageligt med flådeministeren og krigsministeren, over finansloven for det kommende år, da han syntes, de stillede for store krav. Han regnede med, at disse ville føje ham, og at han ville blive genindsat efter en parlamentsdebat, men dette skete ikke.
Mange mener, at dette knækkede ham og var en delvis årsag til hans tidlige død.

## Senere liv
Lord Randolph Churchill blev siddende i Underhuset op gennem 1890'erne, men grundet sit skrantende helbred brugte han mere tid på at rejse og andre fritidsbeskæftigelser.
Han døde i London i januar 1895 i en alder af 45 år. Han efterlod sig sine 2 sønner og hustruen, Lady Randolph Churchill.

## Eftermæle
I dag huskes han mest for at være far til Winston Churchill, den senere premierminister under 2. verdenskrig. Den første biografi om ham blev skrevet af hans søn Winston.